# Shuanglong Shuiku
Shuanglong Shuiku (kinesiska: 双龙水库) är en reservoar i Kina. Den ligger i provinsen Yunnan, i den sydvästra delen av landet, omkring 55 kilometer söder om provinshuvudstaden Kunming. Shuanglong Shuiku ligger 1 933 meter över havet. Arean är 0,94 kvadratkilometer. I omgivningarna runt Shuanglong Shuiku växer i huvudsak blandskog. Den sträcker sig 2,4 kilometer i nord-sydlig riktning, och 1,9 kilometer i öst-västlig riktning.
Genomsnittlig årsnederbörd är 1 483 millimeter. Den regnigaste månaden är juni, med i genomsnitt 199 mm nederbörd, och den torraste är december, med 61 mm nederbörd.